# Woman (album de Jill Scott)
Pour les articles homonymes, voir Woman.
Albums de Jill Scott
Golden Moments
(2015)
Singles
1. Fool's Gold
Sortie : 4 mai 2015
2. Back Together
Sortie : 23 juillet 2015

Woman est le cinquième album studio de Jill Scott, sorti le 24 juillet 2015.
L'album s'est classé 1er au Billboard 200 et au Top R&B/Hip-Hop Albums.

## Liste des titres
| No  | Titre                                                                                                 | Auteur                                                                                            | Contient un (des) sample(s) de                         | Durée |
| --- | --- | ------------------------------------------------------------------------------------------------- | ------------------------------------------------------ | ----- |
| 1.  | Wild Cookie (Produit par Warryn Campbell)                                                             | Jill Scott, Warryn Campbell                                                                       | Sneakin' in the Back de Tom Scott and The L.A. Express | 1:49  |
| 2.  | Prepared (Produit par Andre Harris)                                                                   | Scott, Andre Harris, Sir Darryl Farris                                                            |                                                        | 5:18  |
| 3.  | Run Run Run (Produit par Aaron Pearce)                                                                | Aaron Pearce, Harold Lilly, Elvis Williams, Demario Bridges                                       |                                                        | 2:27  |
| 4.  | Can't Wait (Produit par Andre Harris)                                                                 | Scott, Harris, Farris                                                                             | Never Gonna Give You Up d'Isaac Hayes                  | 4:31  |
| 5.  | Lighthouse (Produit par Andrew « Pop » Wansel, Jameel « JProof » Roberts et Ronald « Flippa » Colson) | Ronald « Flippa » Colson, Corte Ellis, Aaron Pearce, Jameel Roberts, Scott, Andrew « Pop » Wansel |                                                        | 5:58  |
| 6.  | Fool's Gold (Produit par Andre Harris et D.K. the Punisher)                                           | Scott, Harris, Farris, Donovan Knight, Joseph Macklin, Carlos Yutaka Del Rosario                  |                                                        | 3:24  |
| 7.  | Willing (Interlude) (Produit par Terry « Tru » Sneed)                                                 | Scott, Sneed, Pearce, Ellis                                                                       |                                                        | 1:17  |
| 8.  | Closure (Produit par David Banner et Andre Harris)                                                    | Banner, Larry Graham, Harris, Curtis Mayfield, Scott                                              | The Jam du Graham Central Station                      | 3:16  |
| 9.  | You Don't Know (Produit par Adam Blackstone et Steve McKie)                                           | Jerry Ragovoy                                                                                     |                                                        | 3:49  |
| 10. | Pause (Interlude) (Produit par Aaron Pearce)                                                          | Pearce, Scott                                                                                     |                                                        | 1:23  |
| 11. | Cruisin (Produit par Andrew « Pop » Wansel, Artoro « Toro » Whitfield et Jameel « JProof » Roberts)   | Corte Harris, Roberts, Scott, Wansel, Artoro Whitfield                                            |                                                        | 3:55  |
| 12. | Say Thank You (Produit par Andre Harris)                                                              | A. Harris, Scott                                                                                  |                                                        | 4:26  |
| 13. | Back Together (Produit par Aaron Pearce)                                                              | Pearce, Scott                                                                                     |                                                        | 4:08  |
| 14. | Coming to You (Produit par Aaron Pearce)                                                              | Pearce, Scott                                                                                     |                                                        | 3:40  |
| 15. | Jahraymecofasola (Produit par Andre Harris)                                                           | A. Harris, Scott                                                                                  |                                                        | 4:41  |
| 16. | Beautiful Love (featuring BJ the Chicago Kid – Produit par 9th Wonder)                                | Patrick Douthit, C. Harris, Scott, Bryan Sledge                                                   |                                                        | 3:40  |

| 17. | Ur Gonna Know                                                                   | | 4:03 |
| 18. | Fool's Gold (featuring Pusha T – Produit par Andre Harris et D.K. the Punisher) | Scott, Harris, Farris, Donovan Knight, Joseph Macklin, Terrence Thornton, Carlos Yutaka Del Rosario | 3:23 |